# Брюсово (Калининградская область)
Брюсово — микрорайон (посёлок) посёлка Антоновка в Озёрском муниципальном округе Калининградской области. Пограничная застава Брюсово на государственной границе России с Польшей.

## География
Находится в южной части Калининградской области, в зоне хвойно-широколиственных лесов, в пределах Виштынецкой возвышенности, у озера Камыши (нем. Uschblenker), на расстоянии примерно 9 километров (по прямой) к юго-востоку от города Озёрска, административного центра района.
Абсолютная высота — 113 метров над уровнем моря.

### Климат
Климат характеризуется как переходный от морского к умеренно континентальному. Среднегодовая температура воздуха — 7,7 °C. Средняя температура воздуха самого холодного месяца (января) — −2,9 °C (абсолютный минимум — −35 °C); самого тёплого месяца (июля) — 18,7 °C (абсолютный максимум — 36 °C). Годовое количество атмосферных осадков — 775 мм, из которых большая часть выпадает в тёплый период.

## История
Проходят соревнования кинологов Пограничного управления ФСБ РФ по Калининградской области.